# Angela Rayner

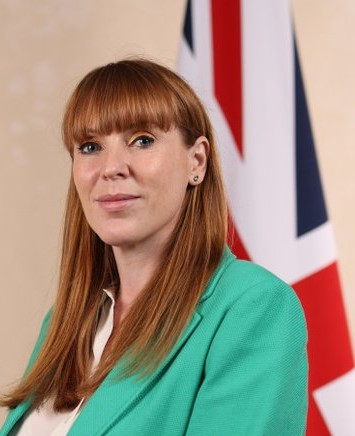
Angela Rayner, 2024

Angela Rayner (Stockport, 28 maart 1980), geboren Angela Bowen, is een Brits politica voor de Labour Party. Zij is sinds 2024 vice-premier in het kabinet-Starmer.  
Ze werd in 2015 gekozen als Lagerhuislid voor het kiesdistrict Ashton-under-Lyne. Ze werd in 2020 plaatsvervangend partijleider van de Labour Party. Sinds 5 juli 2024 is ze vice-premier en minister van huisvesting in het kabinet van Keir Starmer.  

## Biografie
Rayner groeide op in Stockport. Ze ging van school toen ze op 16-jarige leeftijd zwanger werd. Later volgde ze een zorgopleiding en was als zorgverlener in dienst van de gemeente. Ze sloot zich aan bij de vakbond Unison en werd voorzitter van deze bond in de regio Noord-West Engeland.  Als politicus profileert zichzelf als afkomstig uit een arbeidersmilieu.

## Politieke loopbaan
Bij de algemene verkiezingen van 2015 werd Rayner als kandidaat namens de Labour Party gekozen tot lid van het Lagerhuis voor het district Ashton-under-Lyne. In januari 2016 werd ze door partijleider Jeremy Corbyn benoemd tot schaduwminister voor pensioenen. Ze werd in juli 2016 schaduwminister van Onderwijs en schaduwminister voor Vrouwen en Gelijkheid. Als schaduwminister van Onderwijs stelde ze de oprichting voor van een National Education Service naar het model van de National Health Service (NHS).  Rayner heeft kritiek geuit op het leiderschap van Corbyn, omdat hij "niet het respect van de partij afdwong", en omdat hij niet adequaat reageerde op beschuldigingen van antisemitisme binnen de partij.
Toen Corbyn aftrad als partijleider na de voor Labour slecht verlopen Lagerhuisverkiezingen van 2019, steunde Rayner bij de leiderschapsverkiezingen de kandidatuur van Rebecca Long-Bailey. De verkiezingen werden gewonnen door Keir Starmer. Rayner stelde zich vervolgens met succes kandidaat voor het vice-partijleiderschap. Ze werd ook benoemd tot partijvoorzitter en nationale campagnecoördinator, maar werd uit deze functies verwijderd na de slechte resultaten van Labour bij lokale verkiezingen in 2021. 
Vervolgens was ze in het schaduwkabinet van Keir Starmer Kanselier van van het hertogdom Lancaster en minister voor de Toekomst van Werk.  In 2023 werd ze schaduw vice-premier en schaduwminister voor Levelling-Up (vermindering van economische en sociale ongelijkheid), en kreeg ze de strategische leiding over Labour's New Deal, een voorstel voor de verbetering van arbeidsvoorwaarden. 
Rayner werd herkozen bij de Lagerhuisverkiezingen van 2017 en 2019. Zij is sinds 2021 lid van de Privy Council.
Na de grote overwinning van Labour bij de Lagerhuisverkiezingen van 4 juli 2024 werd ze vice-premier in het kabinet-Starmer. Daarnaast is ze minister voor Huisvesting en Levelling-Up, de portefuillendie in het schaduwkabinet ook had. 

## Standpunten
Rayner omschrijft zichzelf als socialist en "zacht links" maar vindt zichzelf  "behoorlijk hardline" als het gaat om kwesties van openbare orde, omdat ze zelf geleden heeft onder asociaal gedrag toen ze jong was. Ze stelt pragmatisch te zijn.  
Zij had geen uitgesproken mening over de vraag of het Verenigd Koninkrijk lid zou moeten blijven van de EU, maar voerde in 2016 in de aanloop naar het referendum over het lidmaatschap van de EU campagne tegen Brexit. Zij vond wel dat de uitslag van het referendum gerespecteerd moest worden. Rayner is lid van de groep Labour Friends of Palestine and the Middle East en heeft op sociale media herhaaldelijk aandacht gevraagd voor vermeende Israëlische schendingen van mensenrechten tegen Palestijnen.